# 笑福亭達瓶
笑福亭 達瓶（しょうふくてい たっぺい、1964年5月14日 - ）は、落語家。本名は一井 滋人。松竹芸能所属。未婚。
京都市出身。大阪市在住。

## 来歴
笑福亭鶴瓶の四番弟子で、1984年7月入門。入門26年目で初の独演会「笑福亭達瓶独演会〜おこしやす〜」を2010年5月7日に繁昌亭で行った。これに先立ち、4月23日には大阪市内で会見も行った。

## 人物
鶴瓶一門でも天然キャラで通っており、師匠に対して下手をすれば失礼に当たるような行動をとることがある。

## 過去の出演番組
- 村上祐子の情報ラジオピア（KBS京都ラジオ　リポーター）